# Lenguas sangíricas
Las lenguas sangíricas son un pequeño grupo de lenguas malayo-polinesias de Célebes Septentrional y algunas islas al norte que polítican forman parte de Filipinas. 

## Clasificación
El siguiente esquema de clasificación se debe a Sneddon (1984:57):
- Sangírico septentrional
  - Talaudés
  - Sangirés
- Sangírico meridional
  - Bantik
  - Ratahan

Las lenguas sangíricas septentrionales se hablan en los archipiélagos indonesios de Sangir y Talaud situados justo al norte de Célebes, así como también en las islas Sarangani de Filipinas, justo al sur de Mindanao. Las lenguas sangíricas meridionales se hablan en localizaciones situadas a lo largo de la punta norte de Célebes. El bantik se hablan en la región de Manado, mientras que el ratahan se habla justo al sur del lago Tondano.
La posición de estas lenguas dentro de la familia malayo-polinesia para algunos formaban parte del grupo Sulawesi-polinesio, mientras Adelaar y Himmelmann (2005) clasifican al sangírico como una rama de las lenguas filipinas.